# John Heuser
John E. Heuser (* 29. August 1942 in Pittsburgh, Pennsylvania) ist ein US-amerikanischer Zellbiologe und Biophysiker. Er ist Professor an der Medizinischen Fakultät der Washington University in St. Louis und am Institute for Integrated Cell-Material Sciences (iCeMS) in Kyōto.

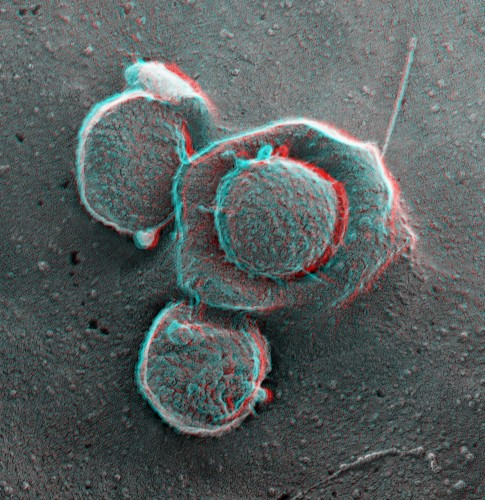
Bild des Pockenvirus von Heuser

Er ist bekannt für die Entwicklung eines Schnellgefrierverfahrens für Präparate in der Elektronenmikroskopie, mit anschließendem Aufdampfen einer Platin-Schicht (Freeze etch electron microscopy). Er studierte damit z. B. Muskelkontraktion, Ausbreitung von Nervenimpulsen und Eindringen von Viren in Zellen. Von 1975 bis 1998 war er Instructor in den Sommerkursen für Neurobiologie in Woods Hole.
Heuser studierte an der Harvard Medical School mit der Promotion 1969 (M. D., magna cum laude). Er war dort im Labor für Elektronenmikroskopie von J. David Robertson. Als Post-Doktorand war er bei Bernard Katz und Ricardo Miledi am University College London. 1974 wurde er Assistant Professor und später Professor für Physiologie an der University of California, San Francisco. Ab 1980 war er Professor für Biophysik an der Washington University School of Medicine.
2014 erhielt er die E. B. Wilson Medal und 1980 hielt er die W. Alden Spencer Lecture, 1985 die Keith R. Porter Lecture. 2005 wurde er Fellow der American Academy of Arts and Sciences, 2007 der American Association for the Advancement of Science und 2011 der National Academy of Sciences.